# امیرحسین فولادوند
امیرحسین فولادوند سیاست‌مدار ایرانی بود، که در دوره نوزدهم ، مجلس شورای ملی به عنوان نماینده خرم‌آباد انتخاب شد. 
وی همچنین در دوره بیستم ، دوره بیست و یکم  و دوره بیست و دوم بعنوان نماینده الیگودرز در مجلس شورای ملی حضور داشت.